# French 75
French 75 es un combinado elaborado con champán y ginebra.

## Historia
La fórmula original del French 75, creada por un barman del Henry's Bar de París, incluía calvados en lugar de champán y debía su nombre a una pieza de artillería de la Primera Guerra Mundial.
No se llamó French 75 hasta la posguerra, cuando el dueño del Harry's New York Bar de París introdujo el vino espumoso. Su éxito originó nuevos French, sustituyéndose la ginebra por otros alcoholes.

## Elaboración
Se sirve media copa de ginebra, el zumo de medio limón, una cucharadita de jarabe de azúcar, se remueve y se llena dos tercios con hielo para acabar de llenar con champán o cava.